# Jane Landers
Jane Gilmer Landers (* 1947) ist eine US-amerikanische Historikerin.
Ihr Forschungsschwerpunkt liegt auf der Kolonialgeschichte Lateinamerikas, der Geschichte der Atlantic World und der Geschichte der Circum-Caribbean Region. Hierbei betrachtet sie unter anderem die verschiedenen Systeme von Sklaverei sowie die Rolle von Frauen und Genderaspekten im kolonialen Lateinamerika.

## Leben
Landers studierte an der University of Miami und erhielt dort 1968 einen Bachelor of Arts cum laude in Lateinamerikanistik, sowie 1974 einen Master of Arts in Inter-American Studies. 1988 promovierte sie an der University of Florida zum Ph.D. in lateinamerikanischer Kolonialgeschichte. Von 1988 bis 1991 lehrte sie als Adjunct Assistant Professor am Department of History der University of Florida. 1992 wechselte sie an die Vanderbilt University. Am dortigen Department of History lehrte sie von 1992 bis 1999 als Assistant Professor, von 1999 bis 2010 als Associate Professor und seit 2010 als Professorin. Als solche ist sie seit 2011 Gertrude Conaway Vanderbilt Professor of History. Des Weiteren war sie von 2000 bis 2002, sowie erneut von 2011 bis 2012, Direktorin des Center for Latin American and Iberian Studies der Universität und fungierte von 2001 bis 2004 als Associate Dean des College of Arts & Science der Universität.
Ihr Buch Black Society in Spanish Florida gewann den Frances B. Simkins Prize der Southern Historical Association. Landers ist Mitglied der American Society for Ethnohistory, der American Historical Association, der Association of Caribbean Historians, der Brazilian Studies Association, der Conference on Latin American History, des Forum on European Expansion and Global Interaction, der Latin American Studies Association und der Southern Historical Association.

## Veröffentlichungen (Auswahl)
- mit David Colburn (Hrsg.): The African American Heritage of Florida (1995, University Press of Florida)
- (Hrsg.): Against the Odds: Free Blacks in the Slave Societies of the Americas (1996, Frank Cass & Co., Ltd.)
- Black Society in Spanish Florida (1999, University of Illinois Press)
- (Hrsg.): Colonial Plantations and Economy in Florida (2000, University Press of Florida)
- mit Barry M. Robinson (Hrsg.): Slaves, Subjects, and Subversives: Blacks in Colonial Latin America (2006, University of New Mexico Press)
- mit Alison Games, Douglas R. Egerton, Kris E. Lane, Donald R. Wright: A History of the Atlantic World, 1400-1888  (2007, Harlan Davidson)
- Atlantic Creoles in the Age of Revolutions (2010, Harvard University Press)